# ヴィージェイ・レコード
ヴィージェイ・レコード (Vee-Jay Records) は、1950年代から60年代にかけて存在したアメリカ合衆国のレコードレーベル。ブルース、R&B、ゴスペルなどの作品を主に扱ったが、提携関係にあったEMIのビートルズの作品なども手がけた。

## 歴史
1953年、ヴィヴィアン・カーターとジェイムズ・ブラッケン (のちにブラッケン夫妻) によってインディアナ州ゲーリーに設立された。レーベル名は、2人のファースト・ネームの頭文字VとJに由来している。
同年、R&Bボーカル・グループのスパニエルズ、ブルース・シンガーのジミー・リードのレコードを相次いで発売した。同年ゴスペル・グループのメイシオ・ウッズ・シンガーズとも契約をしている。
1954年、事務所をイリノイ州シカゴに移転。この後ジョン・リー・フッカー、エルドラドス、メンフィス・スリム、ザ・デルズ、ジーン・アリソンなどのレコードを発売し、ヒット曲を次々と輩出した。
1960年代に入るとヴィージェイはソウル、ポップ、ロックなどより幅広いアーティストの作品を取り扱うようになっていった。1961年には、グラディス・ナイト&ザ・ピップスのデビュー・シングル"Every Beat of My Heart"をリリース。ビルボード・ポップ・チャート第6位のヒットを記録している。
また、レーベル初の白人アーティストとなったフランキー・ヴァリ&ザ・フォー・シーズンズとも契約し、1962年に"Big Girls Don't Cry"がポップ・チャート、R&Bチャートともに1位に到達した。
同年、ヴィージェイはイギリスから登場した新人グループ、ビートルズのアメリカ合衆国での権利を獲得。｢ラヴ・ミー・ドゥ｣や｢プリーズ・プリーズ・ミー｣などのシングルや『イントロデューシング・ザ・ビートルズ』などの編集版アルバムを発売し、やがて巨額の収益を得ることとなった。この他、ヴィージェイはジェリー・バトラー、ディー・クラーク、ジーン・チャンドラー、リトル・リチャード等のレコードも手がけている。
ビートルズの作品の販売権はキャピトル・レコードに移管されたものの、ヴィージェイは彼らのレコードを販売し続けたため、キャピトルとの訴訟に発展した。。同時期にロイヤルティの支払いのトラブルからフォー・シーズンズもレーベルを離れた。
1964年、ヴィージェイはカリフォルニア州ロサンゼルスに事務所を移転して新レーベルのトリー(Tollie)を設立するが、翌年にはシカゴに戻っている。移転にかかった多額の費用と業績の悪化により1966年に倒産。翌年、ベティー・チアペッタが破産管財人からレーベルを買収し、ヴィージェイはヴィージェイ・インターナショナルとして復刻された。その後は主に既存の作品の再発を手がけた。チアペッタは1990年に引退し、新経営者ダニエル・プリツカーの下で、レーベルはLLP (有限責任事業組合)形式に生まれ変わった。